# SV Einheit Kamenz
Der SV Einheit Kamenz ist ein Sportverein in der ostsächsischen Stadt Kamenz. In mehreren Sportabteilungen bietet er Fußball, Leichtathletik, Turnen und Waldsport an. Der Verein nutzt das städtische Stadion der Jugend mit zwei Rasenplätzen und Leichtathletikanlagen sowie mehrere Sporthallen in der Stadt.

## Vereinsentwicklung
Nach der Quellenlage sind die Wurzeln des SV Einheit nicht eindeutig zu bestimmen. Die Bildung von Sportvereinen in Kamenz begann noch vor dem Ersten Weltkrieg, als die Vereine Sparta und 1909 Kamenz, Wacker 1911 und der VfB Kamenz gegründet wurden. Den höchsten Bekanntheitsgrad erlangte der VfB durch die Erfolge seiner Fußballmannschaft in den 1920er Jahren. Nach dem Zweiten Weltkrieg wurden wie überall in der sowjetischen Besatzungszone auch in Kamenz alle Sportvereine verboten. Sportwettkämpfe durften zunächst nur auf Kreisebene mit locker organisierten Sportgemeinschaften durchgeführt werden. Solche Sportgemeinschaften bildeten sich auch in Kamenz, aus denen nach der Einführung des Systems der Betriebssportgemeinschaften (BSG) die BSG Einheit und Empor entstanden. Die BSG Einheit als Betriebssportgemeinschaft der staatlichen Verwaltungseinrichtungen in Kamenz wurde am 30. Januar 1951 gegründet. Am 20. Juni 1959 wurde die BSG Empor, Betriebssportgemeinschaft der der städtischen Handelsbetriebe, aufgelöst und deren Sportsektionen in die BSG Einheit überführt. Nach der politischen Wende von 1989 brach das BSG-System infolge der sich verändernden ökonomischen Verhältnisse zusammen. Um den Sportverkehr in Kamenz weiterführen zu können, gründeten 1990 Mitglieder der BSG den eingetragenen Verein SV Einheit Kamenz.

## Entwicklung des Fußballsports
Anfänge über den Fußballsport in Kamenz sind nur durch den VfB bekannt. Er entwickelte sich in den 1920er Jahren zum führenden Fußballverein in der Oberlausitz. In den Jahren 1925 bis 1929 und 1930 bis 1932 spielte er in der erstklassigen Gauliga Oberlausitz. 1926 wurde der VfB Kamenz Meister des Fußballgaus Oberlausitz, scheiterte aber in der Vorrunde der mitteldeutschen Fußballmeisterschaft mit 0:7 am späteren mitteldeutschen Meister Dresdner SC. 1944 wurde der VfB Kamenz zur Ermittlung des Fußballgaumeisters Sachsen in die Gruppe Dresden Staffel 2 des Gaus Sachsen eingeordnet, er zog seine Mannschaft jedoch noch vor Saisonbeginn zurück.
1947 wurde eine SG Kamenz Kreismeister und beteiligte sich danach bis 1949 an den sächsischen Meisterschaft im Fußballbezirk Ostsachsen, wo sie zweimal einen zweiten Platz erreichte. 1949 qualifizierte sich die Sportgemeinschaft für die zweitklassige Landesliga Sachsen, wurde dort aber nur 10. und musste 1950/51 in der Bezirksklasse Ostsachsen antreten. Als 1952 nach der Ligenreform im DDR-Fußball die drittklassige Bezirksliga Dresden eingerichtet wurde, gehörte zu den Gründungsgemeinschaften die BSG Empor Kamenz. Sie spielte bis Mitte 1959 in der Bezirksliga (seit 1955 4. Liga) und gab danach ihren Platz an die BSG Einheit Kamenz ab. Die BSG Einheit hielt die Klasse bis 1964. Am Ende der Saison 1963/64 musste die Mannschaft als Drittletzter in die Bezirksklasse Dresden absteigen. Bis zum Ende des DDR-Fußballbetriebes 1990 gelang die Rückkehr in die Drittklassigkeit nicht mehr.
1960 hatte die BSG Einheit mit einem 4:2-Sieg über Stahl Freital den Dresdner Bezirkspokal gewonnen und sich damit für den DDR-weiten FDGB-Fußballpokalwettbewerb 1960 qualifiziert. In der ersten Runde musste Kamenz als Viertligist gegen den Zweitligisten Vorwärts Cottbus antreten und nutzte den Heimvorteil zu einem 3:2-Sieg. Auch für die nächste Runde bekam die BSG Einheit mit Motor Bautzen einen Zweitligisten zugelost und musste auswärts spielen. Nach einer 2:0-Niederlage schied Kamenz aus dem Pokalwettbewerb aus.
1990 hatte sich Einheit für die zu dieser Zeit im DFB-Spielbetrieb viertklassige Bezirksliga Dresden qualifiziert und spielte dort bis 1995. In der Saison 1994/95 wurde der SV nach nur fünf Siegen in 26 Punktspielen Tabellenletzter und stieg in die zu dieser Zeit siebtklassige Bezirksklasse ab. Erst 2003 kehrte die Mannschaft wieder in die Bezirksliga Dresden zurück. Die Saison 2007/08 beendete der SV Einheit mit 14 Punkten Vorsprung souverän als Bezirksmeister und stieg in die sechstklassige Landesliga Sachsen auf.
In der Saison 2016/17 gelang der Einheit als Zweiter der Sachsenliga der Aufstieg in die fünftklassige Oberliga Nordost, weil aus der Thüringenliga kein Verein für die Oberliga gemeldet hatte. Zum Ende der Saison 2017/18 belegte der SV Einheit zwar nur den vorletzten Platz, nach dem Verzicht der Konkurrenten FSV Barleben und SV Schott Jena nahmen die Kamenzer dennoch an den Relegationsspielen um den Ligaverbleib teil. Nach einer 1:3-Heimniederlage reichte der 2:1-Auswärtserfolg beim CFC Hertha 06 nicht zum Klassenerhalt; der SVE stieg nach nur einer Saison erneut in die Sachsenliga ab. Dabei gelang den Kamenzern am letzten Spieltag durch ein 13:0 gegen Schlusslicht SV Merseburg 99 bundesweit der höchste Sieg der Oberliga-Saison.

## Personen von besonderer Bedeutung
- Frank Richter (* 1952) begann seine Fußball-Laufbahn bei der BSG Einheit und wurde später Oberligaspieler bei Dynamo Dresden und Stahl Riesa sowie DDR-Nationalspieler
- Sven Kubis (* 1975) kam 2008 zum SV Einheit, zuvor spielte er unter anderem für Energie Cottbus in der 2. Bundesliga und war Regionalligaspieler beim Dresdner SC und dem 1. FC Magdeburg
- Franz Häfner (* 1992) erzielte am 15. November 2015 im Viertelfinale des Sachsen Pokals gegen den Bischofswerdaer FV 08 das Tor des Monats November 2015.